# Kodeks 062
Kodeks 062 (Gregory-Aland no. 062), ε 64 (Soden) – grecki kodeks uncjalny Nowego Testamentu, pisany na pergaminie, paleograficznie datowany na V wiek.

## Opis
Kodeks stanowiony jest zaledwie przez 1 pergaminową kartę o rozmiarach 22 na 18,5 cm, z tekstem Listu do Galatów 4,15-5,14. Tekst kodeksu pisany jest w dwóch kolumnach na stronę, 33 linijek w kolumnie. Jest palimpsestem. Górny tekst jest w języku arabskim.
Grecki tekst kodeksu Kurt Aland zaklasyfikował go do Kategorii III, a to oznacza, że jest ważny dla odtworzenia historii tekstu Nowego Testamentu.
William Hatch wydał facsimile kodeksu.
Dawniej przechowywany był w Kubbat al-Chazna (Kopuła Skarbca) w Damaszku (Syria). Obecne miejsce przechowywania kodeksu nie jest znane. Niewykluczone, że zaginął.